# 戈莱本

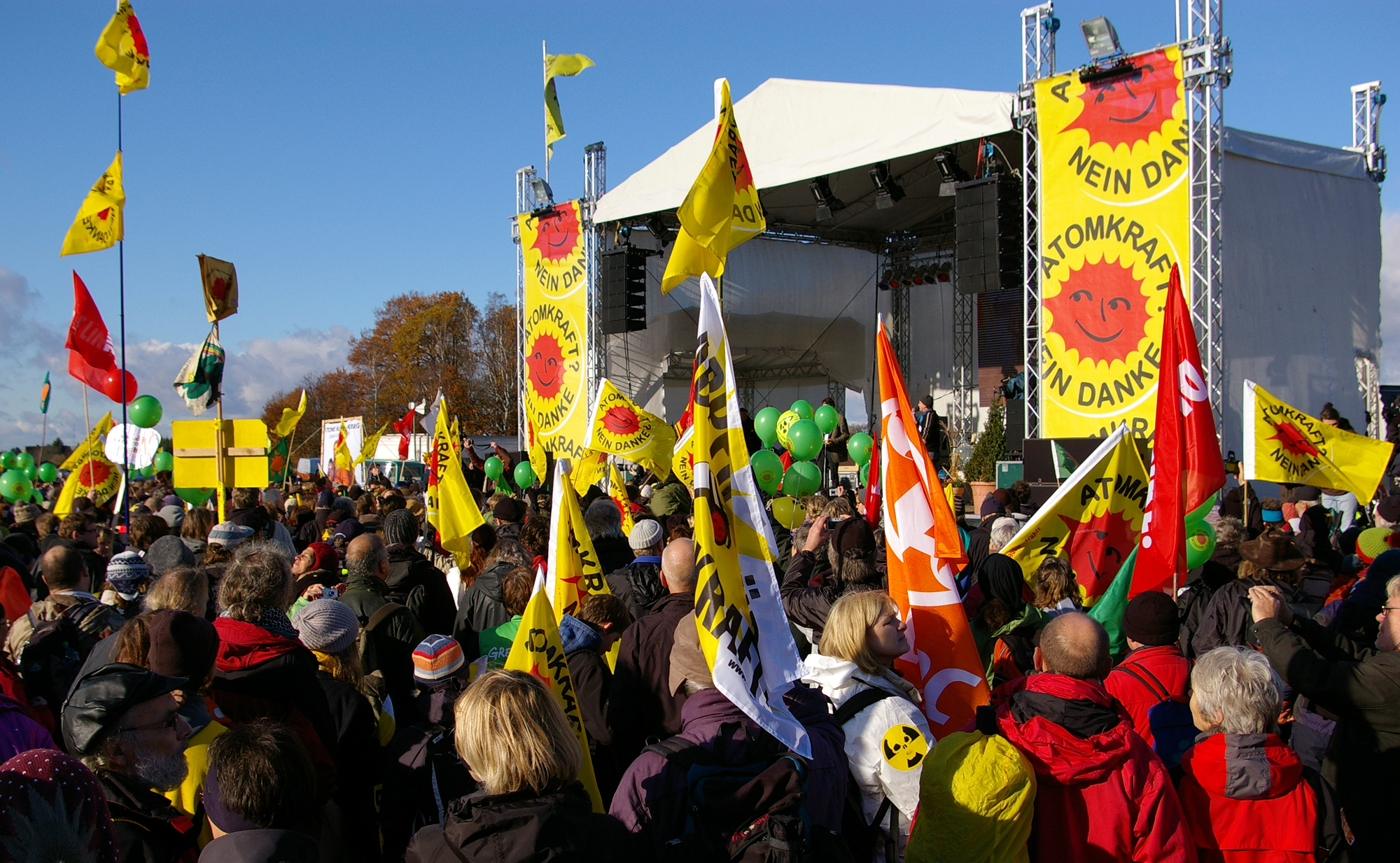
2010年11月在戈莱本的反放射性废料示威活动

戈莱本（德語：Gorleben，發音：[ˈɡɔʁˌleːbn̩] ⓘ）是德国下萨克森州吕肖-丹嫩贝格县的市镇，面积21.35平方千米，2023年12月31日人口为630人。
戈莱本自20世纪70年代开始在国际上知名，因为该地是一处放射性废料的处理场所在，招致了大量反核运动示威活动。